# KRNFX
KRNFX (Korean FX) (* 13. Mai 1989 in Toronto, Ontario als Terry Im) ist ein koreanisch-kanadischer Beatboxer, Webvideoproduzent und Sänger. Er wurde bekannt durch seine Teilnahme an der ersten Staffel Canada’s Got Talent im Jahr 2012, durch den Gewinn der ersten kanadischen Beatbox-Meisterschaften im Jahr 2010 und durch seine YouTube-Videos.

## Leben vor der Karriere
Im wurde in Toronto von südkoreanischen Eltern geboren. Als Kind imitierte er das Klavierspielen und Singen seines Vaters. Er lernte Klavier, Flöte und Trommel spielen. Er begann mit dem Beatboxen und ging dazu über, jegliche Geräusche nachzuahmen, indem er z. B. mit seinem Mund Trommeltöne nachspielte. Dadurch wurde Beatbox ein Hobby für den jungen Im, so dass er sich später dazu entschied, eine Karriere als Künstler aufzunehmen.

## Karriere
KRNFX begann 2007 mit seiner Beatbox-Karriere am südkoreanischen Beatbox Championship in Seoul und schloss als Erstplatzierter den Wettkampf ab. Er ging dann nach Toronto, gewann dort die Kollaborationsveranstaltung im darauffolgenden Jahr, und behielt 2009 seine südkoreanische Krönung.
Im Jahr 2010 konkurrierte KRNFX in den Toronto Beatbox Championships und etwas später in den kanadischen Beatbox Championships. Beide Championships absolvierte er als Erstplatzierter. Im selben Jahr wurde KRNFX zum Mikrofon Beatbox Battle in Graz, Österreich eingeladen, wo er im Viertelfinale gegen den spanischen Beatboxer Lytos verlor.
Das darauffolgende Jahr trat KRNFX dem Grand Beatbox Battle in Basel, der Schweiz bei, wo er wieder mit dem 2. Platz abschnitt und 2011 Drittplatzierter beim Mikrofon Beatbox Battle wurde. Er kehrte erst Jahre später zu den Gewinnern zurück, als er die Red Bull Academy Culture of Clash Veranstaltung in Toronto gewann und zwei aufeinanderfolgende kanadische Beatbox Championships Titel folgten. Er wurde in Kanada berühmt, als er für die erste Saison von Canada's Got Talent in Toronto vorsprach. Während seines Auftrittes waren Stephan Moccio, Measha Brueggergosman und Martin Short in der Jury. Sie standen auf und begannen zusammen mit dem Rest des Publikums zu KRNFXs Beatbox zu tanzen, und nach seinem Auftritt erhielt er Standing Ovations aus der ganzen Menschenmenge. Moccio nannte den Beatboxer „amazing“, also einmalig und die Gastgeberin Dina Pugliese beschrieb das Publikum in der Show als das „loudest it’s ever been“, also das Lauteste, was es je gab.
Der Beatboxer trat 2012 zu dem nächsten Grand Beatbox Battle in Basel ein, wo er ein Platz schlechter als das vorherige Jahr abschnitt. Er schnitt in der Top 16 an dem Beatbox Battle World Championship in Berlin, Deutschland, ab. Im Laufe dieses Jahres kam KRNFX außerdem in Canada’s Got Talent weiter, so dass er es bis ins Finale schaffte, wo er und elf andere gegenüber dem traditionellen Tanz-Trio Sagkeeng’s Finest aus Fort Alexander, Manitoba, verloren hatten.
KRNFXs Anerkennung stieg 2013 an, und er arbeitete mit dem amerikanischen Tänzer Mike Song zusammen, um bei The Ellen DeGeneres Show im März zu erscheinen. Er trat live mit ihnen an den Red Bull BC One Championships in Seoul, Südkorea im Dezember auf. Beide führten als ein Duo ihre Routine mit dem Titel „The Dancebox“ aus, in dem Song in dem synchron zum Beatboxing von KRNFX getanzt wurde.
KRNFX machte 2014 seine erste Erscheinung als Gastrapper in den Onlineserien Epic Rap Battles of History, wo er Grant Imahara in Saison 4 der Premiere „Ghostbusters vs. Mythbusters“ darstellte. Er kehrte 2015 zu den Serien zurück, wo er diesmal Lao Tzu in der Saison 4, der Episode „Eastern Philosophers vs. Western Philosophers“ darstellte.
KRNFX arbeitete 2013 außerdem an Walk Off the Earths Cover von Taylor Swifts Song I Knew You Were Trouble zusammen und an denselben Bandcover von Adeles Song Hello im Jahr 2016.
KSTYLE TV lud im November 2016 das erste Video von KRNFXs kollaborativen Beatboxingserien, Betbaks, hoch und sie veröffentlichten ein Cover der koreanischen Mädchenband Blackpink  und der Singer-Songwriterin Megan Lee mit dem Song Whistle. Das nächste Betbaks Video wurde von KSTYLE TV veröffentlicht, und zwar als eine Coverversion der Band BTS des Songs Blood Sweat & Tears, mit einem Feature der koreanisch-amerikanischen Musicalkomponistin und Choreografin Lydia Paek für das YG Entertainment. Für das nächste Video von KRNFX in seiner Videoreihe, arbeitete er mit Justin Park, einem neuen R&B Künstler aus dem 5A LABEL in Los Angeles zusammen, so dass das Video am 26. Dezember 2016 veröffentlicht wurde. Am 10. Januar 2017 gab es anschließend eine Coverversion von der Band Twice mit dem Song „TT“, welches als eine weitere Zusammenarbeit mit Lydia Paek hochgeladen wurde. Dem Erfolg der koreanischen Mädchenband I.O.I folgend, arbeitete er dann mit Choi Yoo-jung und Kim Do-yeon an dem Cover „Very Very Very“, und dem Video zusammen, welches am 25. April 2017 veröffentlicht wurde.
KRNFX erschien 2020 als Gast in der amerikanischen Kinder-Fernsehsendung Ryan’s Mystery Playdate.

## Erfolge in Wettbewerben
| Jahr | Wettbewerb                           | Ergebnis |
| ---- | ------------------------------------ | -------- |
| 2007 | Südkoreanische Beatbox Championships | 1        |
| 2008 | Kollaboration                        | 1        |
| 2009 | Südkoreanische Beatbox Championships | 1        |
| 2009 | Beatbox Battle World Championship    | Top 16   |
| 2010 | Toronto Beatbox Championships        | 1        |
| 2010 | Kanadische Beatbox Championships     | 1        |
| 2010 | Kaiser vom Mikrofon Beatbox Battle   | Top 8    |
| 2011 | Grand Beatbox Battle                 | 2        |
| 2011 | Emperor of MiC Beatbox Battle        | 3        |
| 2011 | Red Bull Academy Culture Clash       | 1        |
| 2011 | Kanadische Beatbox Championships     | 1        |
| 2012 | Kanadische Beatbox Championships     | Top 4    |
| 2012 | Grand Beatbox Battle                 | Top 4    |
| 2012 | Emperor of MiC Beatbox Battle        | Top 8    |
| 2012 | Beatbox Battle World Championship    | Top 16   |
| 2012 | Canada's Got Talent                  | Top 12   |
| 2013 | Emperor of MiC Beatbox Battle        | 2        |
| 2015 | Beatbox Battle World Championship    | Top 8    |